# Fruitori
Un fruitori és la persona o grup de persones que gaudeix o a qui va destinada una obra d'art. El fruitori pot ser una persona, un senyor feudal, una família, una comunitat vilatana, ciutanada o parroquial o un monestir o convent. L'obra artística és encarregada per un comitent i realitzada per un artista o un taller o un grup de constructors. De vegades el comitent i el fruitori poden coincidir, però no és necessari. Sol ocórrer en el cas que l'obra d'art sigui una joia, un anell, un segell o una arqueta. En canvi, en el cas de catedrals i edificis públics, per exemple, el fruitori engloba una comunitat molt més gran de persones.
Cal sempre tenir presents tres elements bàsics; el comitent, l'artista i el fruitori; per a conèixer plenament una obra d'art, és a dir, incloent el seu valor històric i social, i no només l'estil artístic.